# Herlinda
Herlinda là một chi bướm đêm thuộc họ Cosmopterigidae.